# Sécurité active
 (mai 2010).
Si vous disposez d'ouvrages ou d'articles de référence ou si vous connaissez des sites web de qualité traitant du thème abordé ici, merci de compléter l'article en donnant les références utiles à sa vérifiabilité et en les liant à la section « Notes et références ».

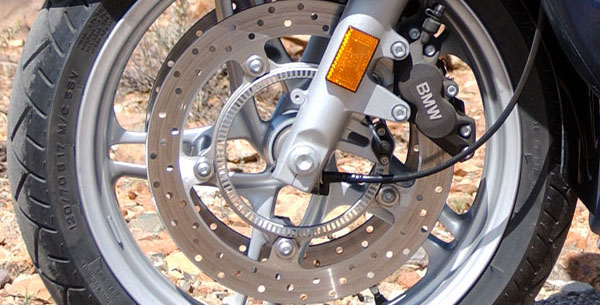
ABS sur une moto

La sécurité active ou plus justement sécurité préventive ou sécurité primaire est l'ensemble des éléments liés au véhicule ainsi qu'aux gens et à l'environnement qui, par leur présence ou leur fonctionnement, peuvent éviter qu'un accident ne se produise. Elle est donc en action avant l'accident, alors que la sécurité passive (ou sécurité secondaire) intervient pendant l'accident et la sécurité tertiaire après l'accident.

## Sécurité conditionnelle
Il s'agit des éléments pouvant venir perturber la concentration du conducteur en fonction des conditions extérieures.
L'amélioration de la sécurité conditionnelle passe par l'amélioration des conditions de conduite sur la route, mais également par la diminution des nuisances sonores (moteur et éléments mécaniques en mouvement, roulement des pneus sur la route, vent, etc.), des vibrations et de l'influence des conditions climatiques.

## Sécurité de conduite
Une règle centrale pour avoir une bonne sécurité et éviter les accidents est d'avoir un bon châssis. Il s'agit de trouver les meilleurs compromis pour harmoniser les différents éléments, tout en étant capable de « typer » un véhicule (« sportif », « confort », etc.) :
- Rigidité de l'habitable mais flexibilité contrôlée des parties non vitales
- Roues / pneumatiques
- Suspensions
- Direction
- Système de freinage
- Structure mécanique (barres de torsion, etc.)

Le but est d'obtenir le meilleur comportement dynamique possible dans toutes les situations, de la plus courante à la plus imprévue.

### Liaison au sol
Le seul contact qu'une automobile possède avec la chaussée se situe au niveau des pneus. C'est pourquoi de nombreux efforts sont consacrés à l'amélioration du comportement et de la fiabilité des pneus.
- Pneus saisonniers : utilisation de pneu hiver pour conduite sur moyenne ou basse adhérence et surtout lorsque la température de la route descend en dessous de 7 °C. Cette utilisation est recommandée dans certains pays, obligatoire dans d'autres (En Allemagne depuis 2005 par exemple).
- Détection de sous-gonflage :
  - Reconnaissance par un algorithme basé sur un filtrage des vitesses des roues
  - Des capteurs peuvent également être installés à l'intérieur du pneu et transmettre ses signaux via ondes radio. Les signaux une fois décodés permettent de connaître en temps réel (plusieurs fois par minute) la pression de chaque pneu et d'indiquer rapidement toute défaillance (témoin lumineux au tableau de bord et signal sonore).
- Pneus permettant le roulage à plat ou « Run On Flat » pouvant rouler plusieurs centaines de kilomètres après une crevaison. Ainsi, différentes versions de pneus Run On Flat ont vu le jour : le pneu autoporteur et le pneu Pax.
  - Le pneu autoporteur : ce sont les flancs du pneu, plus épais, qui portent le véhicule et non pas l’air présent à l’intérieur. En cas de perte de pression, le détecteur de pression fait apparaître un signal sur le tableau de bord pour indiquer quel pneu est dégonflé, ou se dégonfle. En cas de crevaison, le pneu prend appui sur ses flancs plus épais et peut alors porter le véhicule sur 80 km à une vitesse de 80 km/h. Ce type de pneus fait partie de la gamme de nombreux manufacturiers comme Goodyear, Michelin, Bridgestone et Dunlop
  - Le pneu Pax : en cas de perte de pression, le détecteur de pression fait apparaître un signal sur le tableau de bord pour indiquer quel pneu est dégonflé, ou se dégonfle. En cas de crevaison, la jante vient reposer sur un appui de roulage à plat qui peut supporter la charge et guider le véhicule à pression nulle. Celui-ci garantit la tenue de route et la mobilité du véhicule sur 200 km jusqu'à 80 km/h. Ce type de pneus est exclusivement fabriqué par Michelin.

### Suspension
La suspension d'une voiture est souvent issue d'un compromis entre bonne tenue de route (suspension « rigide ») et confort (suspension « molle »). Cependant, des dispositifs électroniques permettent d'améliorer leur comportement en fonction de la situation :
- suspensions pilotées (amortissement variable)
- contrôle d'assiette

### Freinage
Aucun dispositif technique ne remplace le respect des distances de sécurité.
Plusieurs dispositifs ont été mis au point dans le domaine du freinage :
- Amélioration de la réaction du conducteur :
  - les systèmes de régulation ou radar de régulation de distance (ACC pour AutoCruise Control en anglais) : à l'aide d'un radar placé à l'avant du véhicule, ce système permet de réguler la distance le séparant du véhicule précédent par ajustement de la vitesse et, le cas échéant, déclencher un freinage.
  - l'assistance au freinage d'urgence AFU (ou « BA » pour « Brake Assist ») : ce système permet d'amplifier la force de freinage lors d'un freinage d'urgence en fonction de différents critères, notamment la vitesse d'appui sur la pédale de frein. Cela permet d'une part de gagner du temps (et donc de la distance d'arrêt) par une montée en pression rapide dans les freins et d'autre part d'assurer un freinage optimal, certains conducteurs ayant tendance à vouloir relâcher la pression trop tôt lors d'un freinage d'urgence.
  - le freinage automatique d'urgence (AEB) peut déclencher le freinage avant que le conducteur n'ait eu le temps de le faire.
- Amélioration de la stabilité :
  - le répartiteur électronique de freinage EBD (appelé aussi EBV ou REF) permet d'optimiser la répartition de freinage entre le train avant et le train arrière. En effet, cette répartition évolue en fonction de la décélération du véhicule car les forces normales (i.e. selon la verticale) évoluent en fonction du report de charge (répartition des masses suivant les roues). De plus, chez certains constructeurs, le système EBD permet d'améliorer le comportement en courbe.
Le système EBD est un des plus importants car il intervient souvent (plusieurs fois par jour) : il suffit d'un freinage assez « sportif » (décélération de 5 m/s2 par exemple) pour qu'il s'enclenche. Cependant, le conducteur en a très rarement conscience, car il n'y a en général pas de sensation à la pédale et pas de bruit (contrairement à une régulation ABS par exemple) ;
  - le système anti-blocage des roues (ABR, ou ABS, de l'allemand « Antiblockiersystem ») évite les blocages de roues. Il agit en tant que régulateur pour optimiser la force de freinage en fonction de différents critères (vitesse des différentes roues, adhérence, etc.). Ceci afin de conserver le meilleur contrôle possible du véhicule, car une roue bloquée n'offre pratiquement plus de résistance au déplacement ni dans le sens de la marche, ni latéralement, le véhicule est donc difficilement manœuvrable et peut à tout moment partir en tête-à-queue.

### Aide à la conduite
De nombreux autres systèmes électroniques ont été développés pour assister le conducteur. En voici quelques exemples :
- TCS (appelé aussi ASR ou ASC) : système antipatinage
- Limiteur / régulateur de vitesse
- Radar de régulation de distance
- Différentiel piloté (véhicules à 4 roues motrices)
- Alerte de Franchissement de Ligne (AFL), aussi appelé Alerte de franchissement involontaire de ligne (AFIL), lancé sur la première Citroën C4 en 2004.
- Systèmes anti-collision
- Systèmes Véhicule autonome

## Sécurité de commande
Le conducteur doit être le plus concentré possible sur sa conduite, les éléments de commande doivent donc être disposés de façon optimale. C'est ce qu'on appelle la sécurité de commande.
Une bonne ergonomie et une bonne accessibilité des instruments de commande réduisent en effet le risque d'accidents. Notamment grâce aux avancées technologiques dans l'électronique embarquée et la mécatronique, de nombreux systèmes existent ou sont à l'étude et visent à diminuer la contrainte mécanique de certains systèmes de commande.
La principale préoccupation réside dans la fiabilisation de ces (nouveaux) systèmes. En effet, l'amélioration de la sécurité de commande ne doit pas passer par une diminution de la fiabilité de ces systèmes eux-mêmes. C'est pourquoi ces systèmes sont en général mis en place de façon progressive, avec dans un premier temps une sécurité « redondante » permettant de réagir en cas de défaillance du nouveau système.

### Assistance de direction
L'assistance électrique, ou hydraulique, permet de réduire le couple nécessaire à l'actionnement du volant ce qui améliore le confort du conducteur et réduit sa fatigue.
Il est également de plus en plus courant de voir des assistances adaptées à la situation (assistance « ville » avec un couple résistant très faible pour effectuer des manœuvres, assistance « route » pour garder un contrôle sain à plus haute vitesse et éviter de zigzaguer faute de couple de retenue suffisant). Il est déjà envisagé de rendre ce système actif dans certains cas (correction de trajectoire, suggestion de changement de direction) en créant un couple tendant à faire tourner le volant dans une direction assurant plus de stabilité, ou bien en augmentant le couple résistant afin que le conducteur réduise son braquage. Dans un futur plus lointain, on peut envisager une commande électrique (en anglais drive by wire (en)), qui permet de supprimer totalement la colonne de direction permettant de découpler la commande (tourner un volant ou un autre système) de l'action (braquage des roues).

### Boîte de vitesses
La boîte de vitesses automatique permet de s'affranchir d'une part de la pédale d'embrayage, et d'autre part du passage des vitesses à la main. Elle ouvre la voie à d'autres fonctionnalités, comme l'assistance en embouteillage (cycles « accélération - freinage - arrêt » uniquement commandés par la pédale d'accélérateur)[réf. nécessaire].
Il existe différents types de boîtes de vitesses automatiques ; on distingue :
- les boîtes de vitesses semi-automatiques, dans lesquelles le conducteur choisit le rapport et la boîte effectue le changement
- les boîtes mécaniques à passage de vitesse robotisé : proche de la version mécanique ; le passage et le choix du rapport sont gérés électroniquement mais il existe toujours un désaccouplement du moteur au moment du changement de rapport
- les boîtes à automatisme intégral : le passage des rapports se fait « en charge », c'est-à-dire qu'il n'y a plus de découplage du moteur, le passage se fait ainsi plus rapidement et plus en continuité.
- les boîtes à transmission à variation continue : comme son nom l'indique, la variation est continue (infinité de rapports), il n'y a plus d'à-coups et le couple est à tout moment optimal.

### Découplage du système de freinage
Plusieurs technologies existent :
- le frein électrohydraulique (EHB ou SDC chez Mercedes par exemple)
- le brake by wire

### Réorganisation de l'habitacle
La disparition de certains éléments est également importante pour la sécurité passive, car de nombreuses blessures peuvent être évitées par un aménagement de l'habitacle moins soumis à des contraintes mécaniques (colonne de direction, frein à main, pédalier, volant, boîte de vitesses,...). On peut ainsi imaginer que dans quelques années, une simple manette pourra permettre de conduire simplement une auto, en s'affranchissant donc des difficultés de coordination de trois pédales (commande au pied), d'un volant (commande à la main), d'une boîte de vitesses (commande à la main), d'un frein à main, de clignotants, d'essuie-glace…

## Sécurité de perception
Enfin, il est nécessaire de bien percevoir et d'être bien perçu pour être en sécurité. Des éléments de la sécurité de perception (visuelle et acoustique) sont donc :
- les dispositifs d'éclairage
- la visibilité via les surfaces vitrées, leur propreté et les déformations engendrées par leur inclinaison
- la rétrovision, qui peut parfois être augmentée par des miroirs additionnels.

La perception peut être augmentée par des systèmes d'aide à la conduite :
- l'« angle mort » : système permettant de signaler la présence de véhicules dans les angles morts grâce à des capteurs spécifiques.
- aide à la conduite de nuit : rétroprojection d'images sur le pare-brise.
- AFIL avec alerte par vibrations ou avertissements sonores.
- radars permettant de détecter des obstacles non visibles en raison de la configuration des lieux ou de la visibilité limitée (brouillard par exemple).